# Rektorenwohnhaus (der Frank’schen Stiftung)

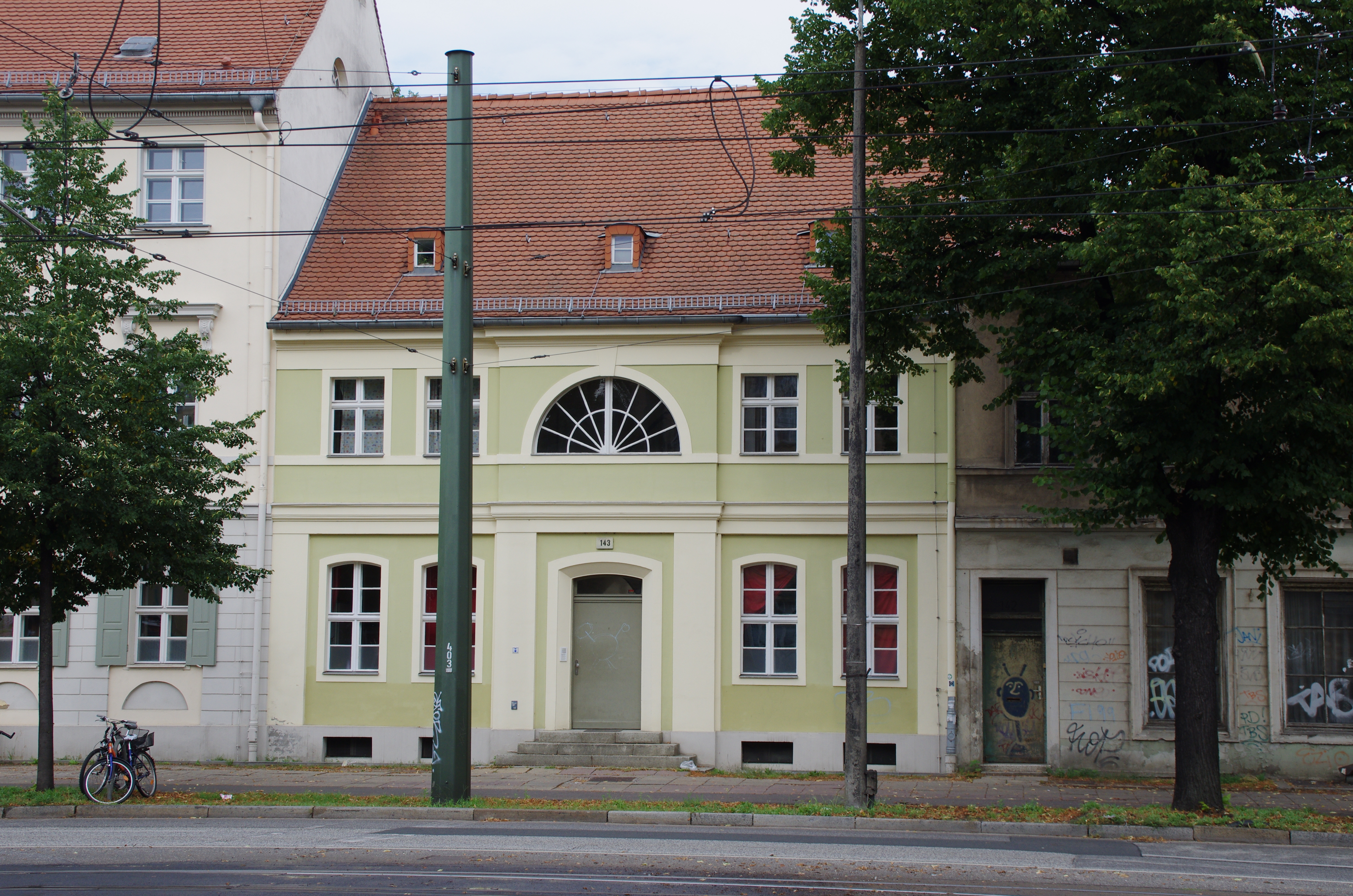
Ehemaliges Rektorenwohnhaus der Frank’schen Stiftung, Berliner Straße 143

Das Wohnhaus Berliner Straße 143, das ehemalige Rektorenwohnhaus der Frank’schen Stiftung, ist ein denkmalgeschütztes Gebäude in der Berliner Vorstadt von Potsdam.

## Geschichte
Der Ursprungsbau wurde 1800 als eingeschossiges Wohnhaus errichtet. Ab den 1840er Jahren waren in dem Gebäude die Rektoren der „Frank’schen Stiftung“ untergebracht, die im angrenzenden Nachbarhaus Berliner Straße 144 die „Erziehungsanstalt für verwahrloste Knaben“ leiteten.
Im Jahr 1933 wurde die Stiftung aufgelöst und das baufällige Rektorenhaus 1935 abgebrochen. 1936 erfolgte der Wiederaufbau als zweigeschossiger, fünfachsiger Putzbau mit Satteldach. Zu DDR-Zeiten war in den Häusern Berliner Straße 143 und 144 die „Walter-Junker-Schule“ untergebracht und von 1992 bis 2007 die Fröbelschule (Förderschule für Erziehungshilfe), benannt nach dem Pädagogen Friedrich Fröbel. Das Haus wird für Wohnzwecke genutzt.